# Оскар Браїсон
Оскар Браїсон  (ісп. Oscar Braison, нар. 10 лютого 1985) — кубинський дзюдоїст, олімпійський медаліст.

## Виступи на Олімпіадах
| Олімпіада  | Дисципліна      | Місце |
| ---------- | --------------- | ----- |
| Пекін 2008 | важка категорія | 3T    |